# Роловей
Роловей (Cercopithecus roloway), също гвенон ролоуей, е вид бозайник от семейство Коткоподобни маймуни (Cercopithecidae). Видът е застрашен от изчезване.

## Разпространение
Видът е разпространен в малък район на източния бряг на Кот д'Ивоар и горите на Гана, между реките Сасандра и Пра. По-рядко се среща в Буркина Фасо и Того.